# Worcester College w Oksfordzie
Worcester College w Oksfordzie – jedno z kolegiów wchodzących w skład Uniwersytetu Oksfordzkiego. W dzisiejszej postaci powstało w 1714 roku, jednak w tym samym miejscu w latach 1283–1539 działało inne kolegium, Gloucester College. Obecnie do kolegium należy 400 słuchaczy studiów licencjackich oraz 180 magistrantów i doktorantów. Od 2011 funkcję dziekana kolegium pełni historyk literatury, prof. Jonathan Bate.

## Znani absolwenci
- Richard Adams – pisarz
- Perry Anderson – historyk, socjolog i filozof
- Bill Bradley – koszykarz i polityk
- Elena Kagan – prawniczka, sędzia Sądu Najwyższego USA
- Peter Kosminsky – reżyser i producent filmowy
- Rupert Murdoch – magnat mediowy
- Rachel Portman – kompozytorka
- Thomas de Quincey – pisarz i myśliciel
- Jonathan Speelman – szachista
- lord Sudeley – arystokrata i polityk